# Hershey Bears
Gli Hershey Bears sono una squadra di hockey su ghiaccio dell'American Hockey League con sede nella località di Hershey, situata nella Contea di Dauphin, 20 chilometri ad est della capitale della Pennsylvania Harrisburg. Nati nel 1932 sono affiliati ai Washington Capitals, franchigia della National Hockey League. Dalla stagione 2002-03 gli incontri casalinghi dei Bears vengono disputati presso il Giant Center, di fianco alla sede storica della Hersheypark Arena. I Bears vantano il record della AHL di undici successi nella Calder Cup, l'ultimo dei quali ottenuto nel 2010.
Hershey è la più antica franchigia attiva nella stessa città della AHL, ammessa nella lega nel giugno del 1938, e il 20 dicembre 2006 superò quota 5.000 incontri disputati in stagione regolare. La squadra nacque nel 1932 con il nome Hershey B'ars, iscritta alla Tri-State Hockey League in 1932, ed è la settima franchigia professionistica nordamericana di hockey su ghiaccio per età dopo le formazioni Original Six della National Hockey League, fondate fra il 1909 ed il 1926.

## Storia
La prima squadra professionistica di hockey su ghiaccio ad Hershey fu promossa dall'imprenditore Milton S. Hershey insieme al suo socio John B. Sollenberger e fu creata nella stagione 1932-1933 con il nome di Hershey B'ars. Il club si unì alla Tri-State Hockey League, con squadre di Filadelfia, Baltimora ed Atlantic City. Dopo una stagione la lega si espanse ed assunse la nuova denominazione di Eastern Amateur Hockey League, lega in cui Hershey giocò con i nomi di "Chocolate B'ars" (1933-1934) e di nuovo "B'ars" (1934-1936), fino a quando nel 1936 fu adottato definitivamente il nome "Hershey Bears". Il 19 dicembre 1936 inaugurarono un nuovo impianto da 7.286 posti a sedere chiamato Hersheypark Arena (noto in seguito come "Hershey Sports Arena"). Nelle successive sessantasei stagioni i Bears nello stesso impianto disputarono oltre 2.280 incontri di stagione regolare e di playoff.
Nella stagione 1938-1939 i Bears diventarono l'ottava squadra della International-American Hockey League (rinominata American Hockey League nel 1940), lega nata dalla fusione della International e della Canadian-American Hockey League. Da allora i Bears hanno sempre militato in AHL senza subire trasferimenti e ricollocazioni.
Per quasi quaranta anni una delle figure chiave dei Bears fu Frank Mathers. A partire dal 1956 svolse il ruolo di allenatore in campo per sei stagioni e contribuì alla vittoria di due Calder Cup consecutive, mentre nel 1962 lasciò l'hockey giocato per diventare il capo allenatore dei Bears vincendo un altro titolo nel 1969. Lasciata la panchina nel 1973 restò sempre all'interno della società nella veste di general manager, collezionando altre tre Calder Cup. Rimase a Hershey fino al 1991, anno in cui fu ritirata la sua maglia numero 3 per i 35 anni trascorsi al servizio dei Bears.
I Washington Capitals ritornarono partner NHL dei Bears nel 2005 dopo una serie di 21 stagioni trascorse con i Boston Bruins, i Philadelphia Flyers e i Colorado Avalanche. In occasione delle finali della Calder Cup 2009-10 i Bears stabilirono il record di 22 apparizioni all'evento finale della AHL. I Bears diventarono la prima franchigia della AHL capace di vincere una Calder Cup dopo essere stata in svantaggio nella serie finale per 0-2, conquistando il titolo per 4-2.
Il 20 dicembre 2006 i Bears disputarono la gara numero 5.000 di stagione regolare presso il Times Union Center di Albany; in quell'occasione si imposero per 7-4 contro gli Albany River Rats. Il 15 giugno 2006 i Bears vinsero la loro nona Calder Cup superando per 4-2 i Milwaukee Admirals; con questa vittoria eguagliarono il record fino ad allora detenuto dalla franchigia originaria dei Cleveland Barons, anch'essi vincitori per nove volte dei playoff della AHL. L'anno successivo giunse la doppietta che valse la decima Calder Cup, grazie alla vittoria per 4-1 sui Manitoba Moose.
Il 2 maggio 2007 i Bears disputarono la gara numero 500 dei playoff della Calder Cup presso il Giant Center sconfiggendo i Wilkes-Barre/Scranton Penguins per 4-3. Nel campionato 2009-10 stabilirono il nuovo record della AHL di imbattibilità casalinga grazie a 24 successi consecutivi fra il 29 novembre 2009 ed il 19 marzo 2010. Nello stesso anno i Bears rimontando da un passivo di 2-0 contro i Texas Stars vinsero l'undicesima Calder Cup, la terza nelle ultime cinque stagioni.

### Affiliazioni
Nel corso della loro storia gli Hershey Bears sono stati affiliati alle seguenti franchigie della National Hockey League:
- Boston Bruins: (1938-1942)
- Boston Bruins: (1946-1958)
- Detroit Red Wings: (1957-1962)
- Boston Bruins: (1964-1971)
- Pittsburgh Penguins: (1971-1977)
- Buffalo Sabres: (1974-1979)
- Washington Capitals: (1977-1984)

- Quebec Nordiques: (1980-1981)
- Boston Bruins: (1983-1985)
- Philadelphia Flyers: (1984-1996)
- Colorado Avalanche: (1996-2005)
- Tampa Bay Lightning: (2003-2004)
- Washington Capitals: (2005-)

## Record stagione per stagione
| Stagione      | Division | Gare | V  | S  | OTL | SOL | Punti | GF  | GS  | Piazzamento | Play-off |
| ------------- | -------- | ---- | -- | -- | --- | --- | ----- | --- | --- | ----------- | --- |
| Hershey Bears |          |      |    |    |     |     |       |     |     |             | |
| 2006-07       | East     | 80   | 51 | 17 | 6   | 6   | 114   | 305 | 219 | 1°          | vince 1º turno (Albany) 4-1 vince 2º turno (Wilkes-Barre) 4-1 vince semifinali (Manchester) 4-0 perde Calder Cup (Hamilton) 1-4 |
| 2007-08       | East     | 80   | 42 | 30 | 2   | 6   | 92    | 253 | 247 | 4°          | perde 1º turno (Wilkes-Barre) 1-4                                                                                               |
| 2008-09       | East     | 80   | 49 | 23 | 2   | 6   | 106   | 296 | 240 | 1°          | vince 1º turno (Bridgeport) 4-1 vince 2º turno (Albany) 4-0 vince semifinali (Manchester) 4-2 vince Calder Cup (Texas) 4-2      |
| 2009-10       | East     | 80   | 60 | 17 | 0   | 3   | 123   | 342 | 198 | 1°          | vince 1º turno (Bridgeport) 4-1 vince 2º turno (Albany) 4-0 vince semifinali (Manchester) 4-2 vince Calder Cup (Texas) 4-2      |
| 2010-11       | East     | 80   | 46 | 26 | 3   | 5   | 100   | 255 | 214 | 2°          | perde 1º turno (Charlotte) 2-4                                                                                                  |
| 2011-12       | East     | 76   | 38 | 26 | 4   | 8   | 88    | 244 | 225 | 3°          | perde 1º turno (Wilkes-Barre) 2-3                                                                                               |
| 2012-13       | East     | 76   | 26 | 31 | 3   | 6   | 81    | 204 | 196 | 4°          | perde 1º turno (Providence) 2-3                                                                                                 |
| 2013-14       | East     | 76   | 39 | 37 | 5   | 5   | 88    | 221 | 213 | 4°          | |
| 2014-15       | East     | 76   | 46 | 22 | 5   | 3   | 100   | 218 | 181 | 3°          | vince 1º turno (Worcester) 3-1 perde 2º turno (Hartford) 2-4                                                                    |
| 2015-16       | Atlantic | 76   | 43 | 21 | 5   | 7   | 98    | 259 | 220 | 1°          | vince 1º turno (Portland) 3-2 vince 2º turno (Wilkes-Barre) 4-3 vince semifinali (Toronto) 4-1 perde Calder Cup (Lake Erie) 0-4 |

## Giocatori

### Numeri ritirati
| Numeri ritirati dagli Hershey Bears |                 |         |                           |                |
| N°                                  | Giocatore       | Ruolo   | Anni                      | Anno di ritiro |
| 3                                   | Frank Mathers   | D-HC-GM | 1956-1991                 | 1991           |
| 3                                   | Ralph Keller    | D       | 1963-1974                 | 2003           |
| 8                                   | Mike Nykoluk    | C       | 1958-1972                 | 1972           |
| 9                                   | Arnie Kullman   | C       | 1948-1960                 | 1998           |
| 9                                   | Tim Tookey      | C       | 1980-81, 1985-87, 1989-95 | 1998           |
| 16                                  | Willie Marshall | C       | 1956-1963                 | 1999           |
| 16                                  | Mitch Lamoureux | C       | 1986-89, 1993-95, 1997-99 | 1999           |

## Record della franchigia

### Singola stagione
Gol: 60  Alexandre Giroux (2008-09)
Assist: 89  George Sullivan (1953-54)
Punti: 124  Tim Tookey (1986-87)
Minuti di penalità: 432  Steve Martinson (1985-86)
Media gol subiti: 1.98  Alfie Moore (1938-39)

### Carriera
Gol: 260  Dunc Fisher
Assist: 636  Mike Nykoluk
Punti: 808  Mike Nykoluk
Minuti di penalità: 1519  Mike Stothers
Vittorie: 226  Gordie Henry
Shutout: 29  Nick Damore
Partite giocate: 972  Mike Nykoluk

## Palmarès

### Premi di squadra
- Calder Cup: 11

1946-1947, 1957-1958, 1958-1959, 1968-1969, 1973-1974, 1979-1980, 1987-1988, 1996-1997, 2005-2006, 2008-2009, 2009-2010
- Macgregor Kilpatrick Trophy: 2

2006-2007, 2009-2010
- Emile Francis Trophy: 1

2015-2016
- F. G. "Teddy" Oke Trophy: 8

1938-1939, 1957-1958, 1966-1967, 1967-1968, 1968-1969, 2006-2007, 2008-2009, 2009-2010
- Frank Mathers Trophy: 4

2006-2007, 2008-2009, 2009-2010, 2014-2015
- John D. Chick Trophy: 5

1975-1976, 1980-1981, 1985-1986, 1987-1988, 1993-1994
- Richard F. Canning Trophy: 5

2005-2006, 2006-2007, 2008-2009, 2009-2010, 2015-2016
- Robert W. Clarke Trophy: 1

1996-1997

### Premi individuali
- Aldege "Baz" Bastien Memorial Award: 3

Wendell Young: 1987-1988
Frédéric Chabot: 1993-1994
Jean-François Labbé: 1996-1997
- Dudley "Red" Garrett Memorial Award: 1

Ron Hextall: 1985-1986
- Eddie Shore Award: 3

Marc Reaume: 1962-1963
Dave Fenyves: 1987-1988, 1988-1989
- Fred T. Hunt Memorial Award: 3

Tony Cassolato: 1980-1981
Tim Tookey: 1992-1993
Mitch Lamoureux: 1998-1999
- Harry "Hap" Holmes Memorial Award: 3

Bob Perreault: 1958-1959
André Gill: 1966-1967
Jean-François Labbé: 1996-1997
- Jack A. Butterfield Trophy: 6

Tim Tookey: 1985-1986
Wendell Young: 1987-1988
Mike McHugh: 1996-1997
Frédéric Cassivi: 2005-2006
Michal Neuvirth: 2008-2009
Chris Bourque: 2009-2010
- John B. Sollenberger Trophy: 11

George Sullivan: 1953-1954
Willie Marshall: 1957-1958
Jeannot Gilbert: 1968-1969
Jean-Guy Gratton: 1975-1976
Mike Lofthouse: 1980-1981
Tim Tookey: 1986-1987
Christian Matte: 1999-2000
Alexandre Giroux: 2008-2009
Keith Aucoin: 2009-2010
Chris Bourque: 2011-2012, 2015-2016
- Les Cunningham Award: 7

George Sullivan: 1953-1954
Mike Nykoluk: 1966-1967
Tim Tookey: 1986-1987
Jean-François Labbé: 1996-1997
Alexandre Giroux: 2008-2009
Keith Aucoin: 2009-2010
Chris Bourque: 2015-2016
- Louis A. R. Pieri Memorial Award: 4

Frank Mathers: 1968-1969
Chuck Hamilton: 1975-1976
Doug Gibson: 1979-1980
John Paddock: 1987-1988
- Willie Marshall Award: 2

Alexandre Giroux: 2008-2009, 2009-2010